# Habana
Pour les articles homonymes, voir Habana (homonymie).
Albums de Florent Pagny
Vieillir ensemble - Le live
(2014) Le Présent d'abord
(2017)
Singles
1. Encore
Sortie : 14 mars 2016
2. Donde va la vida
Sortie : avril 2016

Habana est le 16e album studio de Florent Pagny et son 23e album discographique, sorti le 29 avril 2016, chez Capitol Music France. Les paroles et la musique de toutes les chansons sont signées par Raul Paz, à l'exception des paroles françaises de Mais où s'en va la vie.  L'album est principalement chanté en espagnol.
Il s'agit du troisième album du chanteur en espagnol, après C'est comme ça en 2009 et Baryton. Gracias a la vida en 2012. L'ouverture de Cuba au monde occidental lui a inspiré l'idée de cet album. Il a fait appel au compositeur cubain Raúl Paz qui avait déjà participé à l'album C'est comme ça.
Le premier single extrait est Encore, titre bilingue en français et en espagnol, disponible en téléchargement et en streaming à partir du 14 mars 2016.

## Liste des titres
Toutes les chansons sont écrites et composées par Raul Paz excepté Mais où s'en va la vie (paroles de Emmanuelle Cosso-Merad et Raul Paz).
| No  | Titre                              | Durée |
| --- | ---------------------------------- | ----- |
| 1.  | Dónde va la vida                   | 5:01  |
| 2.  | Viviré                             | 3:56  |
| 3.  | Volver a cantar                    | 4:19  |
| 4.  | Encore                             | 3:53  |
| 5.  | Habana                             | 4:09  |
| 6.  | Agua salada                        | 3:29  |
| 7.  | Voz de bolero                      | 3:33  |
| 8.  | Dónde están (en duo avec Raúl Paz) | 3:57  |
| 9.  | Falta el ruido                     | 4:15  |
| 10. | Mais où s'en va la vie             | 5:00  |